# فينندال
فينندال Veenendaal  هي مدينة وبلدية بمقاطعة أوترخت بهولندا.

## توأمة
لفينندال اتفاقيات توأمة مع:
- أولوموتس

## أعلام
- هيدهانترز
- دي جي جان
- هيلما فان دن بيرغ
- ماركو فان دن بيرغ

## وصلات خارجية
- الموقع الرسمي
- Historical information and photographs نسخة محفوظة 11 أبريل 2018 على موقع واي باك مشين.